# Liège (província)
Liège (Lieja na sua forma aportuguesada, Lidje em valão, Lüttich em alemão, Luik em neerlandês) é uma província da Bélgica, localizada na região da Valônia. Sua capital é a cidade de Liège. O distrito de Verviers tem a particularidade de ter duas línguas oficias mesmo que o alemão só seja falado em poucos municípios. O bilinguismo francês-alemão está fortemente presente nesses municípios.

## História
A origem da Província de Liège remonta a 1795. Na reunião do Principado-Bispado de Liège para a França revolucionária, o departamento de Ourthe (às vezes soletrado Ourte) baseou-se principalmente no Principado de reunião Stavelot-Malmedy e na parte central do Principado de Liège.
Na queda do Primeiro Império, o departamento foi dissolvido e substituído em 1814 pela Província de Liège, no momento do Reino Unido dos Países Baixos.
Depois de 1830, a província belga de Liège tornou-se e não foi até 1919 que as suas fronteiras orientais foram estabelecidas definitivamente, com a anexação da região leste para a Bélgica.
Depois de fixar a fronteira linguística em 1963, alguns municípios mudaram sua filiação provincial, que Landen que foi anexado ao Brabant (na unidade de tempo), ou a cidade de Fourons originalmente Liege que é encontrado anexado contra a sua vontade para a província de Limburg. Desde aquela época, a lista de eleitores franceses exigem a reunião cidade na província de Liège. No entanto, as mudanças demográficas e à atribuição de holandeses residentes na Bélgica o direito de voto nas eleições locais trabalhar contra francófonos.

## Municípios
A província está dividida em quatro distritos administrativos ou arrondissements (em neerlandês arrondissementen) num total de 84 municipalidades.
| Distrito de Huy: | Distrito de Liège: | Distrito de Verviers: | Distrito de Waremme: |
| - Amay - Anthisnes - Burdinne - Clavier - Engis - Ferrières - Hamoir - Héron - Huy - Marchin - Modave - Nandrin - Ouffet - Tinlot - Verlaine - Villers-le-Bouillet - Wanze | - Ans - Awans - Aywaille - Bassenge - Beyne-Heusay - Blegny - Chaudfontaine - Comblain-au-Pont - Dalhem - Esneux - Flémalle - Fléron - Grâce-Hollogne - Herstal - Juprelle - Liège - Neupré - Oupeye - Saint-Nicolas - Seraing - Soumagne - Sprimont - Trooz - Visé | - Amel - Aubel - Baelen - Büllingen - Burg-Reuland - Bütgenbach - Dison - Eupen - Herve - Jalhay - Kelmis - Lierneux - Limbourg - Lontzen - Malmedy - Olne - Pepinster - Plombières - Raeren - Sankt Vith - Spa - Stavelot - Stoumont - Theux - Thimister-Clermont - Trois-Ponts - Verviers - Waimes - Welkenraedt | - Berloz - Braives - Crisnée - Donceel - Faimes - Fexhe-le-Haut-Clocher - Geer - Hannut - Lincent - Oreye - Remicourt - Saint-Georges-sur-Meuse - Waremme - Wasseiges |